# Гълф (провинция)
Гълф е провинция на Папуа Нова Гвинея. Площта ѝ е 34 472 квадратни километра и има население от 158 197 души (по преброяване от юли 2011 г.). Намира се в часова зона UTC+10. Разделена е на 2 окръга.